# Municipio de Roxobel
El municipio de Roxobel (en inglés: Roxobel Township) es un municipio ubicado en el  condado de Bertie en el estado estadounidense de Carolina del Norte. En el año 2010 tenía una población de 1.671 habitantes.

## Geografía
El municipio de Roxobel se encuentra ubicado en las coordenadas 36°11′5.56″N 77°12′16.87″O / 36.1848778, -77.2046861.